# Sergio Ramos
Sergio Ramos García (* 30. März 1986 in Camas, Sevilla) ist ein spanischer Fußballspieler. Der Innenverteidiger, der zum Beginn seiner Karriere auch als Rechtsverteidiger spielte, wurde beim FC Sevilla ausgebildet und debütierte im Alter von 17 Jahren in der Primera División. 2005 wechselte Ramos zu Real Madrid und gewann in den folgenden 16 Jahren u. a. fünfmal die spanische Meisterschaft sowie viermal die Champions League. Von 2021 bis 2023 stand Ramos bei Paris Saint-Germain unter Vertrag. Seit Februar 2025 ist er Spieler des mexikanischen Clubs CF Monterrey.
Ramos war von 2005 bis 2021 für die spanische Nationalmannschaft aktiv und ist mit 180 Partien Rekordspieler seines Landes. Er nahm an vier Weltmeisterschaften (2006, 2010, 2014, 2018) und an drei Europameisterschaften (2008, 2012, 2016) teil. Dabei wurde er 2008 und 2012 Europa- sowie 2010 Weltmeister. Nachdem er sein letztes Länderspiel im März 2021 absolviert hatte, erklärte der langjährige Kapitän im Februar 2023 seinen Rücktritt aus der Nationalmannschaft.

## Karriere

### Vereine

#### FC Sevilla
Der in Camas vor den Toren der andalusischen Hauptstadt Sevilla geborene Ramos spielte von Jugend an beim FC Sevilla und kam ab dem Jahr 2003 für Sevilla Atlético, die zweite Mannschaft des Vereins, zum Einsatz. Im Januar 2004 wurde er in die erste Mannschaft aufgenommen, für die er am 1. Februar, dem 22. Spieltag der Saison 2003/04, bei der 0:1-Niederlage Sevillas gegen Deportivo La Coruña sein Ligadebüt gab. In der Spielzeit 2004/05 erkämpfte er sich bei Sevilla einen Stammplatz als rechter Verteidiger.

#### Real Madrid

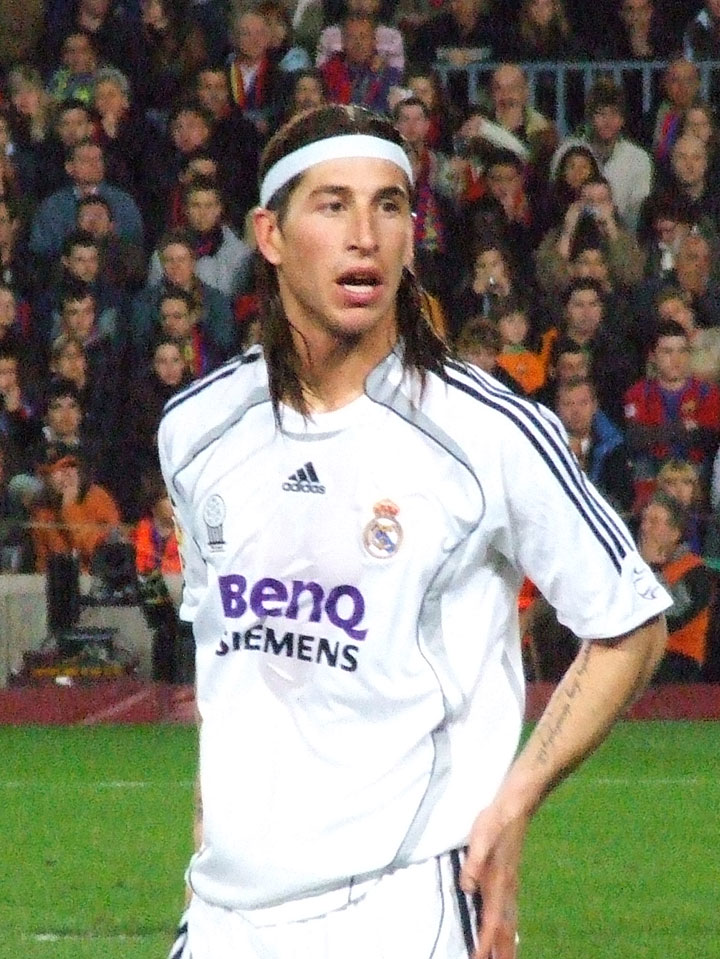
Sergio Ramos im Trikot von Real Madrid (2007)

Ab der Saison 2005/06 spielte er bei Real Madrid. Die Rückennummer 4, die er dort bekam, hatte er von Fernando Hierro übernommen. Bei Real setzte er sich auf Anhieb durch und absolvierte seither in keiner Spielzeit weniger als 23 Ligaspiele. 2007, 2008, 2012, 2017 und 2020 gewann er mit dem spanischen Hauptstadtklub die Meisterschaft, 2008 auch die Supercopa de España und 2011 im Finale gegen den FC Barcelona die Copa del Rey. Bei den Feierlichkeiten nach dem Sieg ließ er den Pokal von einem Doppeldeckerbus auf die Straße fallen, woraufhin die Trophäe vom fahrenden Bus erfasst und beschädigt wurde.
Im Clásico am 29. November 2010 erhielt Ramos seinen zehnten Platzverweis in bis dahin 175 Spielen für Real Madrid. Damit stellte er den bisherigen Klubrekord von Fernando Hierro ein, der dafür 439 Begegnungen benötigt hatte.

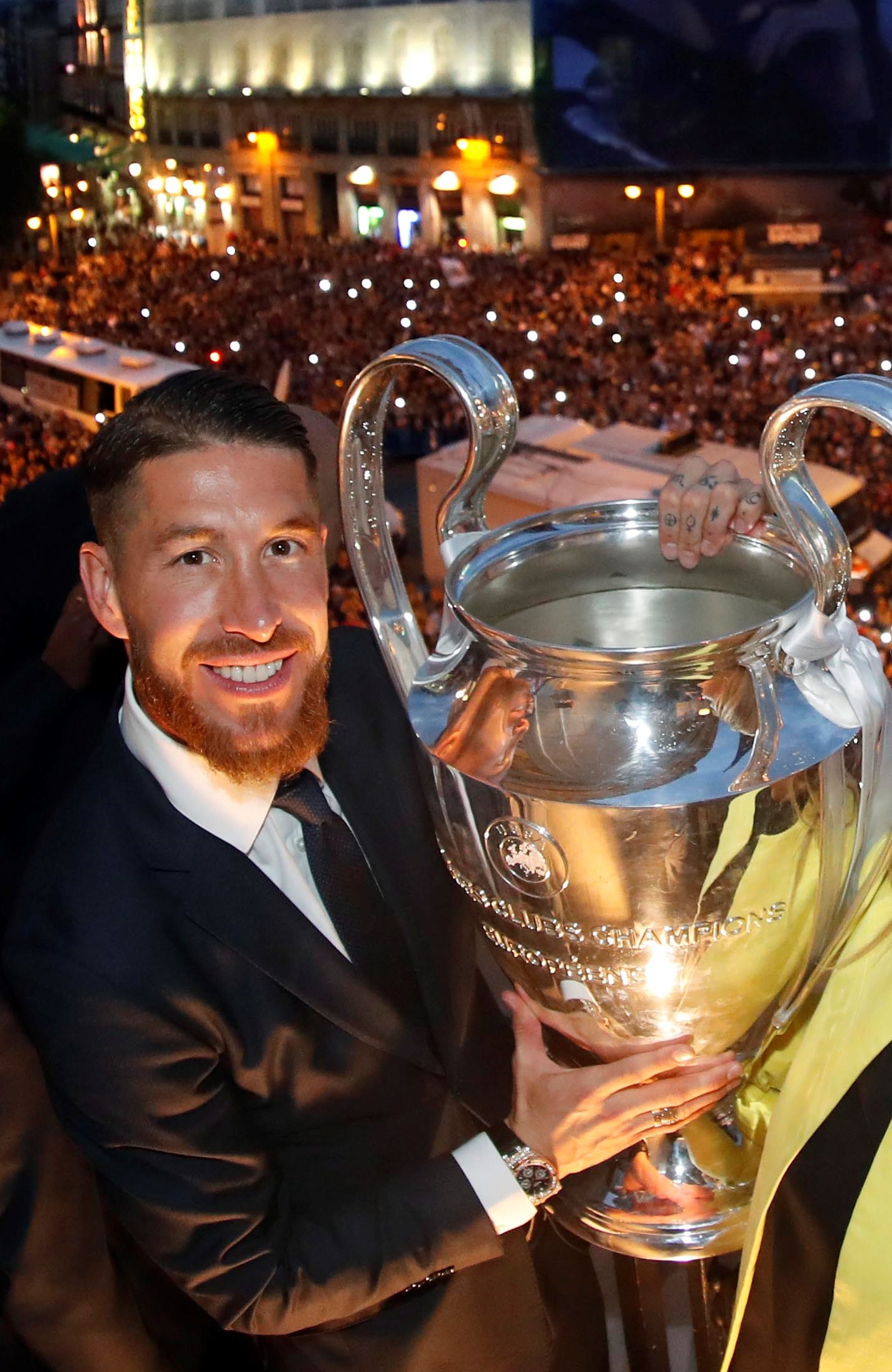
Sergio Ramos mit dem Champions-League-Pokal bei der Titelfeier nach dem Erfolg 2016

2014, 2016, 2017 und 2018 gewann Sergio Ramos mit Real Madrid die UEFA Champions League. Das Besondere am Champions League Sieg 2017 war die Titelverteidigung, dies hatte noch kein Team zuvor geschafft. Beim Endspiel-Sieg 2014 gegen den Stadtrivalen Atlético Madrid in Lissabon erzielte Ramos den Ausgleichstreffer zum 1:1 in der dritten Minute der Nachspielzeit, Real gewann schließlich in der Verlängerung 4:1. Bereits im Halbfinalrückspiel gegen den FC Bayern München hatte Ramos die wichtigen Treffer zum 1:0 und 2:0 erzielt. Auch 2016 erzielte er in Mailand gegen Atlético Madrid ein Tor im Endspiel, den Führungstreffer für den späteren Sieger Real in der 15. Minute. Ramos wurde 2014 durch die European Sports Media, einem Zusammenschluss europäischer Sportzeitungen, in die „Elf des Jahres“ neben Spielern wie Franck Ribéry, Lionel Messi und Cristiano Ronaldo gewählt. Die gleiche Ehrung wurde ihm von der FIFA/FIFPro und UEFA zuteil.
Am 17. August 2015 verlängerte der Abwehrchef seinen Vertrag vorzeitig bis 2020.
Im November 2018 wurde im Rahmen der Football-Leaks-Enthüllungen bekannt, dass sich Ramos in der Vergangenheit in zwei Fällen eines Dopingvergehens schuldig gemacht hat. Bei einer Dopingkontrolle nach dem Champions-League-Finale am 3. Juni 2017 wurde in Ramos’ Urin der Wirkstoff Dexamethason gefunden. Die Einnahme dieses Wirkstoffes ist zwar erlaubt, wurde vom Teamarzt jedoch nicht wie vorgeschrieben an die UEFA gemeldet. Der Vorfall blieb für Ramos ohne Konsequenzen. Zehn Monate später verweigerte Ramos nach einem Ligaspiel eine Dopingkontrolle und ging stattdessen duschen. Anstatt eines üblichen Dopingverfahrens durch die spanische Anti-Doping-Agentur und die UEFA wurde das erst sechs Monate später eingeleitete Verfahren bald darauf eingestellt.
Am 16. Juni 2021 gab Real Madrid bekannt, dass Ramos den Verein nach 16 Jahren Vereinszugehörigkeit zum Saisonende verlassen werde, nachdem man sich nicht über eine Verlängerung des auslaufenden Vertrages hatte einigen können.

#### Paris Saint-Germain und Rückkehr zum FC Sevilla
Zur Saison 2021/22 wechselte Ramos in die französische Ligue 1 zu Paris Saint-Germain, er unterschrieb einen Vertrag bis zum 30. Juni 2023. Anfang Juni 2023 verkündete der Verein, dass der Vertrag nicht verlängert werde. Am 4. September 2023 kehrte Ramos zu seinem Jugendverein FC Sevilla zurück. Nach einem Jahr verließ er den Verein wieder.

#### CF Monterrey
Am 3. Februar 2025 schloss er sich dem mexikanischen Verein CF Monterrey an.

### Nationalmannschaft

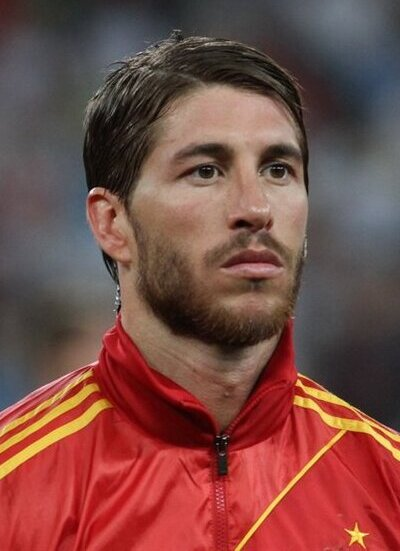
Ramos bei der EM 2012

Sergio Ramos war schon als Jugendlicher eine feste Größe in Spaniens Juniorenteams. Sein größter Erfolg war der Turniersieg bei der U19-Europameisterschaft 2004.
In der A-Nationalmannschaft debütierte er am 26. März 2005 gegen China. Damit war er der erste 18-jährige Debütant seit Torwart Juan Acuña 1941. Mit Spanien nahm er an der WM 2006, der EM 2008, dem Konföderationen-Pokal 2009 der WM 2010 und an der EM 2012 teil. Während Spanien bei der WM 2006 nach einer sehr guten Vorrunde im Achtelfinale am späteren Vize-Weltmeister Frankreich scheiterte, begann 2008 eine einzigartige Siegesserie: Spanien gewann die Europameisterschaft und Weltmeisterschaft hintereinander und verteidigte den EM-Titel 2012. Lediglich 2009 war man beim Konföderationen-Pokal nur Dritter geworden. Bis auf drei Ausnahmen spielte Ramos in allen Turnieren in der Startelf. Während er zunächst als rechter Außenverteidiger agierte, wurde er bei der EM 2012 in der Innenverteidigung eingesetzt. Sergio Ramos wurde 2010 nach der WM ins elfköpfige All-Star-Team gewählt. Während der EM 2012 war es im Halbfinale gegen Portugal zum Elfmeterschießen gekommen, in welchem Ramos seinen Elfmeter im Stile von Antonín Panenka verwandelte. Am 22. März 2013 bestritt er im WM-Qualifikationsspiel gegen Finnland sein 100. Länderspiel, führte dabei die spanische Mannschaft als Spielführer aufs Feld, erzielte das 1:0 und löste Lukas Podolski als jüngsten europäischen „Hunderter“ ab. Am 8. September 2015 gelang ihm als drittem Spieler nach Iker Casillas und Xavi der 100. Länderspielsieg.
Bei der Europameisterschaft 2016 stand er erneut im Aufgebot Spaniens. Er gehörte zum Stamm der Mannschaft und war einer der Spieler, die alle Spiele über die volle Spielzeit bestritten. Im Achtelfinale schied das Team gegen Italien aus.
Beim 1:1 gegen Norwegen im Rahmen der Qualifikation zur Europameisterschaft 2021 am 12. Oktober 2019 absolvierte der Verteidiger sein 168. Länderspiel und überholte damit den bisherigen Rekordhalter Iker Casillas. Am 11. November 2020 stellte er mit seinem 176. Länderspiel den europäischen Rekord von Gianluigi Buffon ein, den er beim 1:1-Unentschieden am 14. November 2020 gegen die Schweiz in der Nations League überholte und somit zum alleinigen Europa-Rekordhalter wurde. In diesem Spiel vergab er zwei Elfmeter.
Sein letztes Spiel für die Nationalmannschaft absolvierte er am 31. März 2021, als er beim 3:1-Sieg im WM-Qualifikationsspiel gegen den Kosovo in der 86. Minute eingewechselt wurde. Nachdem er von Nationaltrainer Luis Enrique nicht für die WM 2022 nominiert worden war und auch dessen Nachfolger Luis de la Fuente angekündigt hatte, Ramos nicht mehr zu berücksichtigen, gab er am 23. Februar 2023 auf Twitter seinen Rücktritt aus der Nationalmannschaft bekannt.
Insgesamt stand Ramos in 180 Länderspielen auf dem Platz und erreichte 131 Siege. Dieser Rekord wurde erst 2024 von Cristiano Ronaldo übertroffen.

### Spielweise und Fähigkeiten

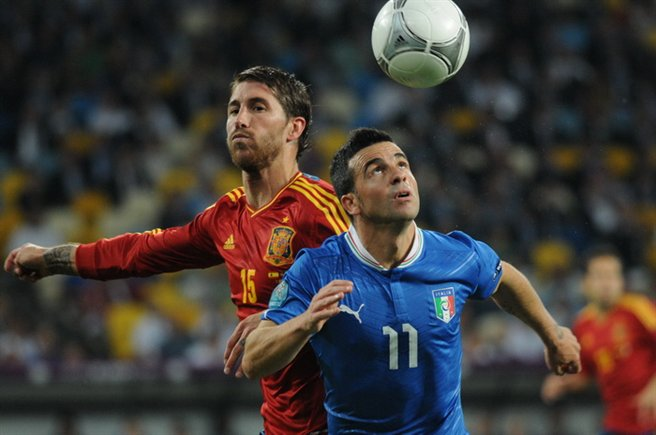
Ramos (li.) im Zweikampf mit dem Italiener Antonio Di Natale im Finale der EM 2012

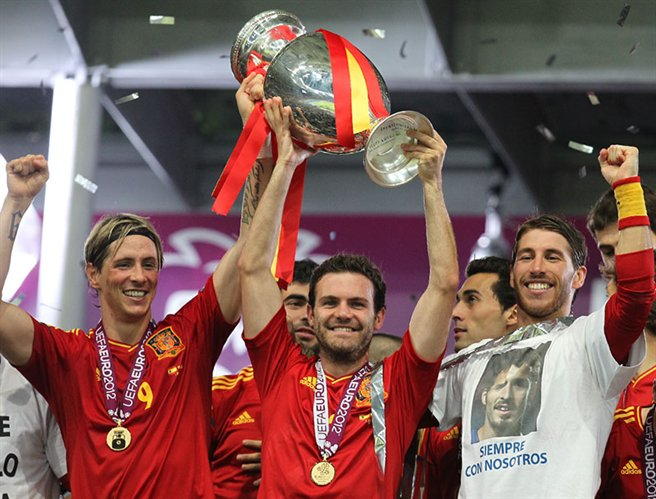
Sergio Ramos (re.) mit Fernando Torres und Juan Mata mit dem EM-Pokal nach dem Titelgewinn 2012

Zu Beginn seiner Profikarriere beim FC Sevilla wurde er als Innenverteidiger eingesetzt, die gleiche Position bekleidete er auch nach seinem Transfer zu Real Madrid. Nach der Ankunft von Christoph Metzelder und Pepe im Sommer 2007 wurde er überwiegend als Rechtsverteidiger eingesetzt, während er ab Ende 2011 wieder vermehrt als Innenverteidiger zum Einsatz kam. Im weiteren Verlauf seiner Karriere wurde er dann fast ausschließlich als Innenverteidiger aufgeboten.
Sowohl bei Real Madrid als auch in der Nationalelf interpretierte Ramos die Position des rechten Verteidigers sehr offensiv, wurde aber bevorzugt in der Innenverteidigung eingesetzt. Er wird in der Abwehr aufgrund seiner Zweikampfstärke und seines Stellungsspiels geschätzt. Das liegt vor allem an seinem Timing. Aufgrund seiner Kopfballstärke ist er bei Standardsituationen immer in der Nähe des gegnerischen Strafraums zu finden und ein torgefährlicher Abnehmer von hohen Flanken. Darüber hinaus ist er ein sicherer Elfmeterschütze. Für Real Madrid erzielte er insgesamt über 100 Pflichtspieltore.
Ramos genießt in Madrid Heldenstatus, so erzielte er in der Nachspielzeit des Champions-League-Endspiels 2014 gegen den Stadtrivalen Atlético Madrid den Ausgleichstreffer zum 1:1 und führte seine Mannschaft so in die letztlich erfolgreiche Verlängerung. Zwei Jahre darauf traf er im Finale 2016 erneut gegen Atlético Madrid zur Führung und verhinderte mit einem Foul ohne jede Chance auf den Ball in der Nachspielzeit bei einem Konter von Atletico eine 3:1-Überzahlsituation, was vom Schiedsrichter nur mit einer Gelben Karte geahndet wurde. Darüber hinaus gilt er als Führungsfigur und Motivator, der während der Spiele die Nähe zum Publikum sucht.
Allerdings ist Ramos auch für seine harte Spielweise bekannt. Er hält bei Real Madrid den Vereinsrekord für die meisten gelben Karten (235) und roten Karten (26) sowie den Ligarekord für die meisten roten (20) und gelben Karten in der Primera División (173) und spanischen Nationalmannschaft (24). Nachdem sich Mohamed Salah vom FC Liverpool während des UEFA-Champions-League-Finales 2018 in einem Zweikampf mit Ramos an der Schulter verletzt hatte und ausgewechselt werden musste, wurde Ramos’ Zweikampfverhalten in Teilen der Medien als zu hart oder unfair kritisiert. Außerdem traf Ramos im gleichen Spiel, nach einem Stoß seines Gegenspielers Virgil van Dijk, den Torhüter Loris Karius mit dem Ellbogen im Gesicht, wodurch dieser eine erst Tage nach dem Spiel festgestellte Gehirnerschütterung erlitt. Ärzte schlossen nicht aus, dass dadurch Karius’ Sehvermögen gestört gewesen und es so zu den zwei spielentscheidenden schweren Fehlern des Liverpooler Torhüters gekommen sein könnte.

## Titel und Auszeichnungen

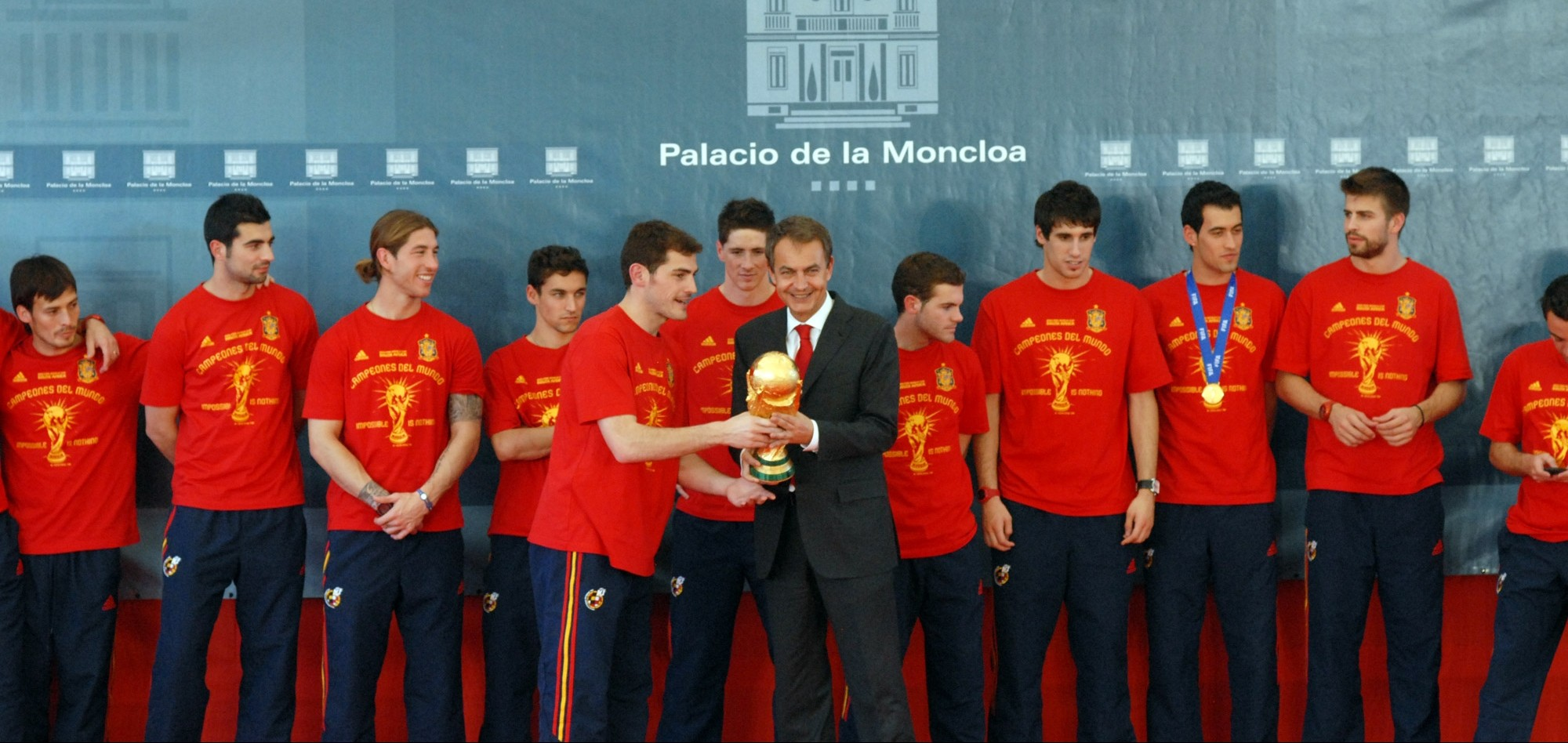
Sergio Ramos (3. von links) und die spanische Nationalmannschaft beim damaligen spanischen Ministerpräsidenten Zapatero nach dem Gewinn der Weltmeisterschaft 2010

### Nationalmannschaft
- Weltmeister: 2010
- Europameister: 2008, 2012
- U-19-Europameister: 2004

### Vereine
International

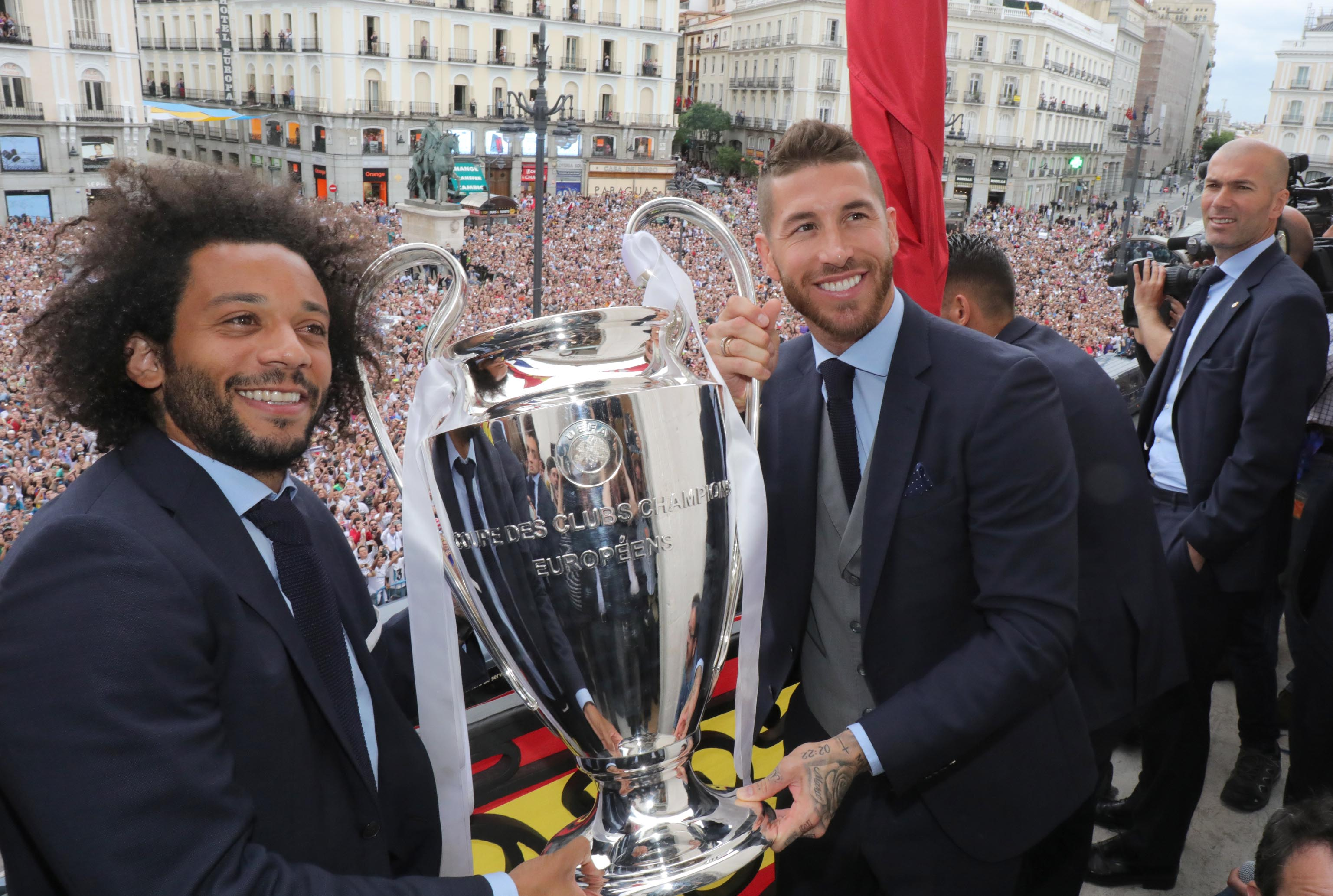
Sergio Ramos und Marcelo nach dem Gewinn der UEFA Champions League im Jahr 2018 (rechts: Trainer Zinédine Zidane)

- Champions-League-Sieger (4): 2014, 2016, 2017, 2018 (alle Real Madrid)
- Klub-Weltmeister (4): 2014, 2016, 2017, 2018
- UEFA-Super-Cup-Sieger (3): 2014, 2016, 2017

Spanien
- Meister (5): 2007, 2008, 2012, 2017, 2020
- Pokalsieger (2): 2011, 2014
- Supercupsieger (4): 2008, 2012, 2017, 2020

Frankreich
- Meister (2): 2022, 2023
- Supercupsieger: 2022

### Auszeichnungen
- 3. Platz bei der Wahl des Ballon d’Or Dream Teams (Innenverteidiger)
- Newcomer des Jahres in der spanischen Liga: 2005
- UEFA-Newcomer des Jahres: 2005
- ESM Team of the Year: 2008, 2012, 2015, 2017
- FIFA FIFPro World XI: 2008, 2011, 2012, 2013, 2014, 2015, 2016, 2017, 2018, 2019, 2020
- UEFA Team of the Year: 2008, 2012, 2013, 2014, 2015, 2016, 2017, 2018, 2020
- All-Star-Team der Weltmeisterschaft: 2010
- All-Star-Team der EURO 2012
- Bester Verteidiger der spanischen Liga: 2012, 2013, 2014, 2015
- Torschützenkönig der FIFA-Klub-Weltmeisterschaft: 2014
- Goldener Ball der FIFA-Klub-Weltmeisterschaft: 2014
- UEFA Verteidiger des Jahres: 2017, 2018
- Globe Soccer Award (Bester Verteidiger aller Zeiten): 2022[31]

## Privates
Außerhalb des Fußballplatzes ist Ramos ein begeisterter Flamenco- und Stierkampffan. Ebenso setzt er sich für die Erhaltung der andalusischen Kultur, insbesondere der Pferdezucht, ein.
Nach den Finalsiegen bei der EM 2008, WM 2010 und EM 2012 trug er zur Siegerehrung die Flagge der spanischen Region Andalusien um die Hüften und ein T-Shirt mit der Aufschrift „Siempre con nosotros“ („Immer bei uns“), mit dem er an seinen verstorbenen Mannschaftskollegen beim FC Sevilla Antonio Puerta erinnert.
Seit Ende 2012 ist er mit der acht Jahre älteren, spanischen Moderatorin Pilar Rubio liiert. Die beiden heirateten im Juni 2019 in Sevilla und haben vier Söhne (* 2014, 2015, 2018 und 2020).